# Ongeval met de Star Dust
De British South American Airways-vlucht met de Star Dust eindigde met een ongeluk, waarvan de toedracht 50 jaar onduidelijk was. De Star Dust (registratie G-AGWH), een Avro Lancastrian vliegtuig storte neer in de Argentijnse Andes op Mount Tupungato op 2 augustus 1947, tijdens een vlucht van Buenos Aires naar Santiago Chili. 
Een uitgebreide zoektocht in een groot gebied (met inbegrip van wat nu bekend is als de plaats waar het vliegtuig neerstortte) leverde niets op. Het lot van het luchtvaartuig bleef meer dan 50 jaar onbekend. Een onderzoek in 2000 wees uit dat de crash werd veroorzaakt door met het weer samenhangende factoren. Tot die tijd is er veel gespeculeerd over de oorzaak van het ongeluk. 
In de late jaren 1990 kwamen wrakstukken van het vermiste vliegtuig tevoorschijn uit het gletsjerijs. Nu wordt aangenomen dat de bemanning in verwarring was over hun exacte locatie tijdens het vliegen op grote hoogte door de (toen nog slecht begrepen) straalstroom. Ze begonnen te vroeg met dalen waardoor het vliegtuig zich in het ijs en de sneeuw boorde.
Het laatste woord dat de Star Dust naar de luchthaven van Santiago stuurde was "Stendec". Het werd door de verkeerstoren vier minuten voor de geplande landing ontvangen en tweemaal herhaald. Deze boodschap is nooit goed begrepen.